# Landhockey vid olympiska sommarspelen 2012
De olympiska turneringarna 2012 i landhockey avgjordes mellan den 29 juli och 11 augusti 2012 i London i Storbritannien.
I landhockeyns två turneringar deltog 24 lag; 12 i dam- respektive herrturneringen.

## Medaljsammanfattning
| Gren                         | Guld | Guld | Silver | Silver | Brons | Brons |
| ---------------------------- | --- | --- | --- | --- | --- | --- |
| Damernas turnering detaljer  | Nederländerna Kitty van Male Carlien Dirkse van den Heuvel Kelly Jonker Maartje Goderie Lidewij Welten Maartje Paumen Naomi van As Ellen Hoog Sophie Polkamp Joyce Sombroek Kim Lammers Eva de Goede Marilyn Agliotti Merel de Blaeij Margot van Geffen Caia van Maasakker | Nederländerna Kitty van Male Carlien Dirkse van den Heuvel Kelly Jonker Maartje Goderie Lidewij Welten Maartje Paumen Naomi van As Ellen Hoog Sophie Polkamp Joyce Sombroek Kim Lammers Eva de Goede Marilyn Agliotti Merel de Blaeij Margot van Geffen Caia van Maasakker | Argentina Laura del Colle Rosario Luchetti Macarena Rodríguez Luciana Aymar Carla Rebecchi Delfina Merino Martina Cavallero Florencia Habif Rocío Sánchez Moccia Daniela Sruoga Sofía Maccari Mariela Scarone Silvina D'Elía Noel Barrionuevo Josefina Sruoga Florencia Mutio            | Argentina Laura del Colle Rosario Luchetti Macarena Rodríguez Luciana Aymar Carla Rebecchi Delfina Merino Martina Cavallero Florencia Habif Rocío Sánchez Moccia Daniela Sruoga Sofía Maccari Mariela Scarone Silvina D'Elía Noel Barrionuevo Josefina Sruoga Florencia Mutio            | Storbritannien Beth Storry Emily Maguire Laura Unsworth Crista Cullen Hannah Macleod Anne Panter Helen Richardson Kate Walsh Chloe Rogers Laura Bartlett Alex Danson Georgie Twigg Ashleigh Ball Sally Walton Nicola White Sarah Thomas     | Storbritannien Beth Storry Emily Maguire Laura Unsworth Crista Cullen Hannah Macleod Anne Panter Helen Richardson Kate Walsh Chloe Rogers Laura Bartlett Alex Danson Georgie Twigg Ashleigh Ball Sally Walton Nicola White Sarah Thomas     |
| Herrarnas turnering detaljer | Tyskland Maximilian Müller Martin Häner Oskar Deecke Christopher Wesley Moritz Fürste Tobias Hauke Jan-Philipp Rabente Benjamin Wess Timo Wess Oliver Korn Christopher Zeller Max Weinhold Matthias Witthaus Florian Fuchs Philipp Zeller Thilo Stralkowski                | Tyskland Maximilian Müller Martin Häner Oskar Deecke Christopher Wesley Moritz Fürste Tobias Hauke Jan-Philipp Rabente Benjamin Wess Timo Wess Oliver Korn Christopher Zeller Max Weinhold Matthias Witthaus Florian Fuchs Philipp Zeller Thilo Stralkowski                | Nederländerna Jaap Stockmann Tim Jenniskens Klaas Vermeulen Marcel Balkestein Wouter Jolie Roderick Weusthof Robbert Kemperman Teun de Nooijer Sander Baart Floris Evers Bob de Voogd Sander de Wijn Rogier Hofman Robert van der Horst Billy Bakker Valentin Verga Mink van der Weerden | Nederländerna Jaap Stockmann Tim Jenniskens Klaas Vermeulen Marcel Balkestein Wouter Jolie Roderick Weusthof Robbert Kemperman Teun de Nooijer Sander Baart Floris Evers Bob de Voogd Sander de Wijn Rogier Hofman Robert van der Horst Billy Bakker Valentin Verga Mink van der Weerden | Australien Mark Knowles Jamie Dwyer Liam de Young Simon Orchard Glenn Turner Chris Ciriello Matthew Butturini Russell Ford Eddie Ockenden Joel Carroll Matthew Gohdes Tim Deavin Matthew Swann Nathan Burgers Kieran Govers Fergus Kavanagh | Australien Mark Knowles Jamie Dwyer Liam de Young Simon Orchard Glenn Turner Chris Ciriello Matthew Butturini Russell Ford Eddie Ockenden Joel Carroll Matthew Gohdes Tim Deavin Matthew Swann Nathan Burgers Kieran Govers Fergus Kavanagh |

Denna tabell: visa • redigera

### Medaljtabell
| Pl.    | Nation         | Guld | Silver | Brons | Totalt |
| ------ | -------------- | ---- | ------ | ----- | ------ |
| 1      | Nederländerna  | 1    | 1      | 0     | 2      |
| 2      | Tyskland       | 1    | 0      | 0     | 1      |
| 3      | Argentina      | 0    | 1      | 0     | 1      |
| 4      | Australien     | 0    | 0      | 1     | 1      |
| 4      | Storbritannien | 0    | 0      | 1     | 1      |
| Totalt | Totalt         | 2    | 2      | 2     | 6      |

## Herrarnas turnering
| Grupp A                                                                    | Grupp B                                                                |
| -------------------------------------------------------------------------- | ---------------------------------------------------------------------- |
| - Australien - Storbritannien - Spanien - Pakistan - Argentina - Sydafrika | - Tyskland - Nederländerna - Sydkorea - Nya Zeeland - Indien - Belgien |

## Damernas turnering
| Grupp A                                                              | Grupp B                                                             |
| -------------------------------------------------------------------- | ------------------------------------------------------------------- |
| - Nederländerna - Storbritannien - Kina - Sydkorea - Japan - Belgien | - Argentina - Tyskland - Nya Zeeland - Australien - USA - Sydafrika |